# Festis

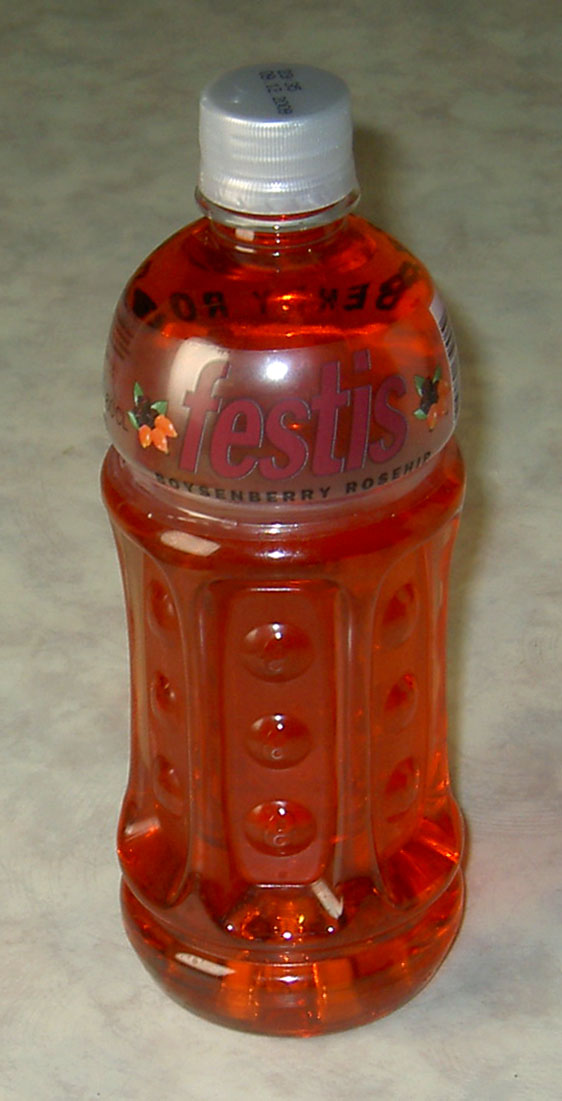
Festis med boysenbärsmak

Festis är en fruktdryck utan kolsyra, en så kallad stilldrink, och marknadsförs av Carlsberg Sverige. I tidigare versioner av fruktdrycken existerade även diverse smaker som kolsyrade, men numera finns den enbart som en stilldrink antingen med eller utan socker.

## Historia
Försäljningen av Fest-Is sköttes i början av bolaget AB Fest-Is som bildats av flera bryggerier. Apelsindrycken lanserades i Göteborg och på västkusten i april 1961. Då var den förpackad i en 19 cl stor pyramidförpackning från Tetra Pak. Tillverkningen skedde i början på Apotekarnes i Göteborg där man installerat tre Tetramaskiner. Den ursprungliga planen var att installera sexton maskiner för att garantera tillgång till hela landet. Förpackad produkt beräknades hålla i sex veckor och vid lanseringen gjordes en poäng av att förpackningen var datumstämplad med förpackningsdatum.
Efter att ursprungligen enbart ha varit en apelsindryck utökades sortimentet och 1969 fanns Fest-Is i fyra smaker: apelsin, äpple, päron och hallon. På 1970-talet fylldes Festis även på i en annan Tetra Pak-förpackning, Rigello. Festis ägs idag av Carlsberg bryggerier efter köpet av Pripps i slutet på 1990-talet.
Under många år var Festis marknadsledare men i början på 1990-talet hade Festis passerats av sina konkurrenter. 1994 relanserades Festis med hjälp från reklambyrån Rififi (numera ANR.BBDO) med en ny profilförpackning, 33 cl glasflaska med en transparent etikett, och nya smaker som kaktus-lime och peach-passion. Dessutom producerades nya reklamfilmer av numera kända regissörer som Jonas Åkerlund och Johan Renck. 1998 övergavs glasflaskan till förmån för en PET-flaska.

## Smaker
50 cl profilflaska
- Guanabana Pineapple
- Cactus Lime
- Classic Orange
- Strawberry & Lime
- Päron
- Sockerfri: Raspberry Watermelon
- Sockerfri: Blueberry Pear
- Mango Peach
- Wild Strawberry

Utgångna smaker
- Cassis
- Citron Lime
- Exotic
- Apple Kiwi
- Guava Banana
- Dandelion Apple
- Blueberry Lemon
- Strawberry Yumberry (Strawberry Lime[7])
- Loganberry Guarana
- Gooseberry Yuzu
- Boysenberry Rosehip
- Elderflower Raspberry
- Päron Popcorn
- Hallon Lakrits
- Cappuccino Twist
- Äpple
- Remix: Apple, Golden Kiwi & Cucumber
- Remix: Orange & Papaya
- 50% Less Sugar: Lemon[8]
- 50 % Less Sugar: Raspberry Lemon[8]
- Blue Banana
- Coco Melon
- Festis Sparkling: Melon & Lime
- Festis Sparkling: Pear & Kiwi
- Festis Sparkling: Mango & Passion

Tetrakartong
- Apelsin
- Päron
- Hallon

Utgångna smaker
- Smultron
- Jordgubb